# Terry Brunk
Terry Michael Brunk (Nova Iorque, 12 de dezembro de 1964 — 11 de maio de 2025), mais conhecido pelo seu nome de ringue Sabu, foi um lutador profissional americano.Em entrevista à revista Forever Hardcore, Brunk revela que o seu nome artístico é uma homenagem ao ator Sabu Dastagir, do qual seu tio, o falecido lutador Ed Farhat era um fã.
Ele foi campeão mundial por três ocasiões: 2 vezes Campeão Mundial de Pesos-Pesados da ECW e 1 veze Campeão Mundial de Pesos-Pesados da NWA.
É mais conhecido pela suas actuações na original Extreme Championship Wrestling e em outros independentes em toda a década de 90. Esteve na Total Nonstop Action Wrestling entre 2002 e 2006 e lutou na WWE no programa ECW entre abril de 2006 até maio de 2007. Ele é mais conhecido pela seu estilo hardcore e por ter sido uma das caras da ECW  como Tommy Dreamer, Dudley Boyz, Sandman, Rob Van Dam, entre outros.

## Carreira Profissional

### Formação e Frontier Martial-Arts Wrestling (1991-1993)
Brunk foi treinado pelo seu tio, Ed Farhat (The Sheik), e foi inicialmente treinado para ser um lutador técnico. Ele começou a sua carreira no wrestling na companhia do seu tio, Big Time Wrestling. Foi contratado em 1992 para lutar na Arábia Saudita com o nome de ring "Sabu o Elephant Boy". Ele não foi contratado com o nome de Terry Brunk, uma vez que poderia ser confundido com o então lutador da ECW Terry Funk.
Em 1993 foi contratado juntamente com o seu tio para lutar na Frontier Martial-Arts Wrestling (FMW), onde recebeu muitos dos cortes e contusões nos seus braços e tronco pelos quais ele se tornou famoso. Brunk desmentiu todos os rumores de que os cortes e contusões eram auto-provocados numa entrevista, mas mais tarde surgiu um filme que confirma que elas foram resultado de vários combates hardcore em que ele estava envolvido.

### Extreme Championship Wrestling (1993-1995)
Brunk revelou em uma promo e no documentário Forever Hardcore que na verdade não foi Paul Heyman que o trouxe para a Extreme Championship Wrestling (ECW), mas que ele estava no lugar certo na hora certa. Ele foi encaminhado por um amigo para Tod Gordon. De acordo com o enredo, Sabu, que na época chegou muitas vezes ao ringue por seu manipulador de 911, era um louco incontrolável amarrado a uma maca e com uma máscara de Hannibal Lecter ao tentar se libertar (ele alegou odiar essa parte de sua gimmick como ele era normalmente cansado antes de começar seu jogo). Sabu só poderia ser liberado de suas obrigações para lutar os seus jogos. Sabu também rapidamente se tornou sinônimo de mesa quebra neste momento; se a tabela não foi quebrado durante a partida, Sabu iria quebrar uma mesa com o seu próprio corpo após o sino soou, às vezes levando a 911 ter que conter Sabu durante as entrevistas de bastidores, se uma mesa estava presente
Um dos aspectos mais notáveis do início da carreira de Sabu era sua recusa em falar, um truque que ele herdou de O Sheik (que nunca falava Inglês em público para manter o kayfabe). No início da carreira, Sabu foi faturado como sendo da Arábia Saudita, ou Bombaim, na Índia (na vida real, ele é da segunda geração de americano-libanês de Michigan). Na ECW, era de conhecimento bastante comum que Brunk era um cidadão americano desde o nascimento. Isto levou a uma piada às custas do kayfabe quando Sabu começou a ser anunciado como vindos de "Bombay, Michigan".

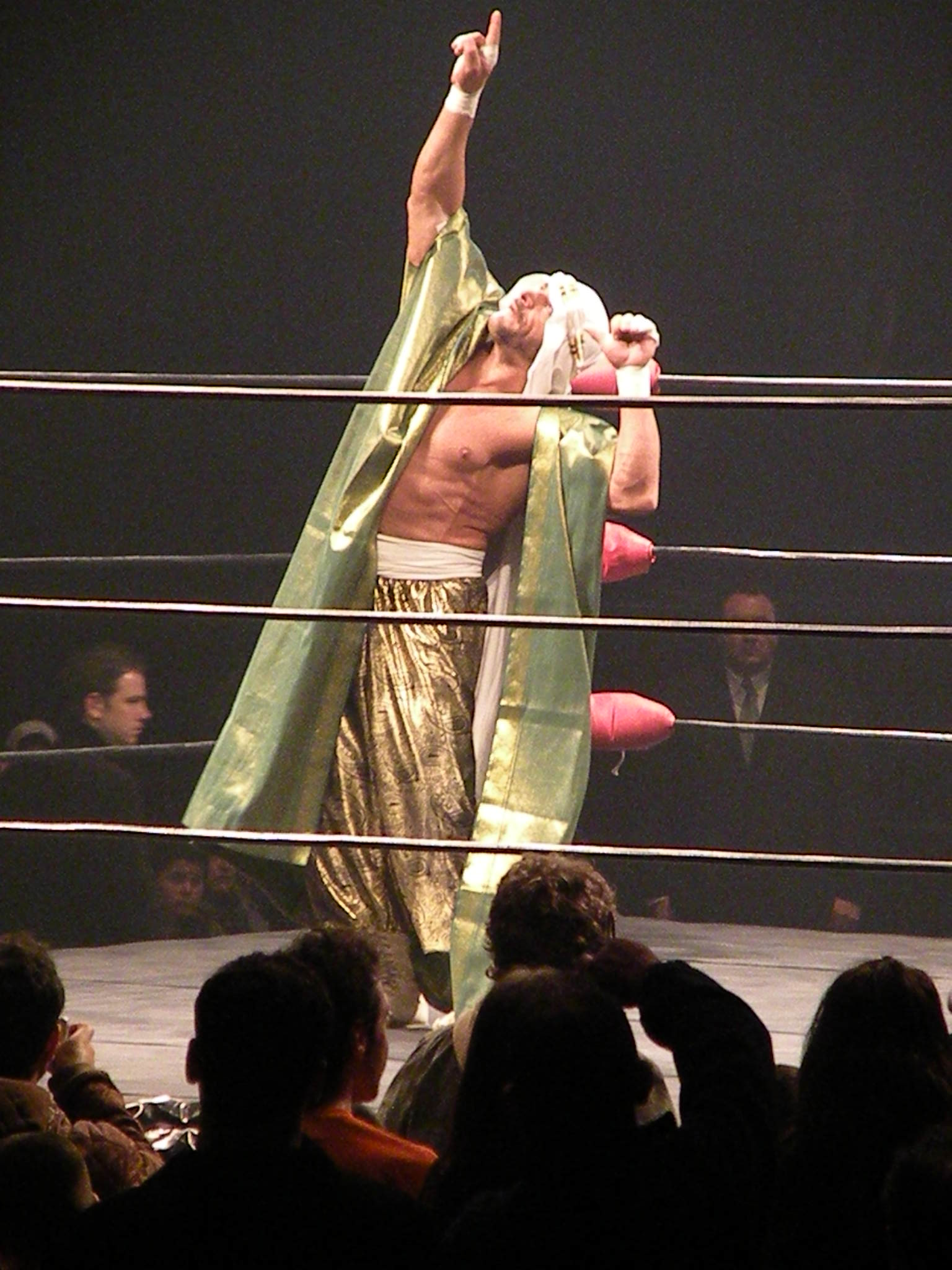
Sabu no Ringue

## Golpes
- Arabian Facebuster
- Arabian Skullcrusher
- Atomic Arabian Facebuster
- Atomic Arabian Skullcrushero
- Triple jump moonsault
- Triple jump leg drop
- Camel clutch
- Triple Jump Arabian Press
- Triple Jump DDT
- Triple Jump Somersault
- Air Sabu
- Arabian Piledriver
- Arabian Press
- Springboard moonsault
- Guillotine leg drop
- Slingshot crossbody
- Springboard tornado DDT
- Springboard leg lariat
- Somersault plancha
- Frankensteiner
- Moonsault

Com Rob Van Dam 
- Assisted Air Sabu
- Diving leg drop / Diving splash combination
- Springboard somersault leg drop (Sabu) / Rolling Thunder (Van Dam) combinado

Objetos usados nos golpes
- Cadeira
- Mesa
- Arame Farpado ou objetos com Arame
- Escada
- Bola de fogo

Managers
- The Cuban Assassin
- Paul E. Dangerously
- Bill Alfonso
- Josh Lazie
- Rob Van Dam
- The Sheik
- Mad Mohammed
- Shaffee
- Tammy Lynn Sytch
- Gideon Wainwright
- The Sandman
- Tommy Dreamer

Apelidos
- "The Suicidal, Homicidal, Genocidal, Death–Defying Maniac"
- "ECW's Evel Knievel"
- "Houdini of Hardcore"
- "The Arabian Machine of Destruction"
- "The Crazed Kamikaze"
- "The Human Highlight Reel"
- "The Modern Day Kamikaze"
- "The Death Bringer"

Músicas
- Huka Blues – Harry Slash & The Slashtones
- Little Crazy – Fight
- Theme from Jaws – John Williams
- Carpet Ride – The Mac Daddy (TNA)

1. ↑  «Sabu Dead at Age 60». PWMania. 11 de maio de 2025. Consultado em 11 de maio de 2025